# Liste der Biografien/Claa
Liste der Biografien |
Portal Biografien |
Personensuche
# |
A |
B |
C |
D |
E |
F |
G |
H |
I |
J |
K |
L |
M |
N |
O |
P |
Q |
R |
S |
T |
U |
V |
W |
X |
Y |
Z |
?
 
Ca |
Cb |
Cc |
Ce |
Ch |
Ci |
Cj |
Ck |
Cl |
Cm |
Cn |
Co |
Cr |
Cs |
Ct |
Cu |
Cv |
Cw |
Cy |
Cz
 
Cla |
Cle |
Cli |
Clo |
Clu |
Clw |
Cly
 
Claa |
Clab |
Clac |
Clad |
Clae |
Claf |
Clag |
Clah |
Clai |
Claj |
Clam |
Clan |
Clap |
Clar |
Clas |
Clat |
Clau |
Clav |
Claw |
Clax |
Clay
Die Liste der Biografien führt alle Personen auf, die in der deutschsprachigen Wikipedia einen Artikel haben. Dieses ist eine Teilliste mit 36 Einträgen von Personen, deren Namen mit den Buchstaben „Claa“ beginnt.

## Claa

### Claar
- Claar, Emil (1842–1930), österreichischer Theaterschauspieler, -intendant, -leiter und Schriftsteller
- Claar, Felix (* 1997), schwedischer HandballspielerFelix Claar (* 1997)

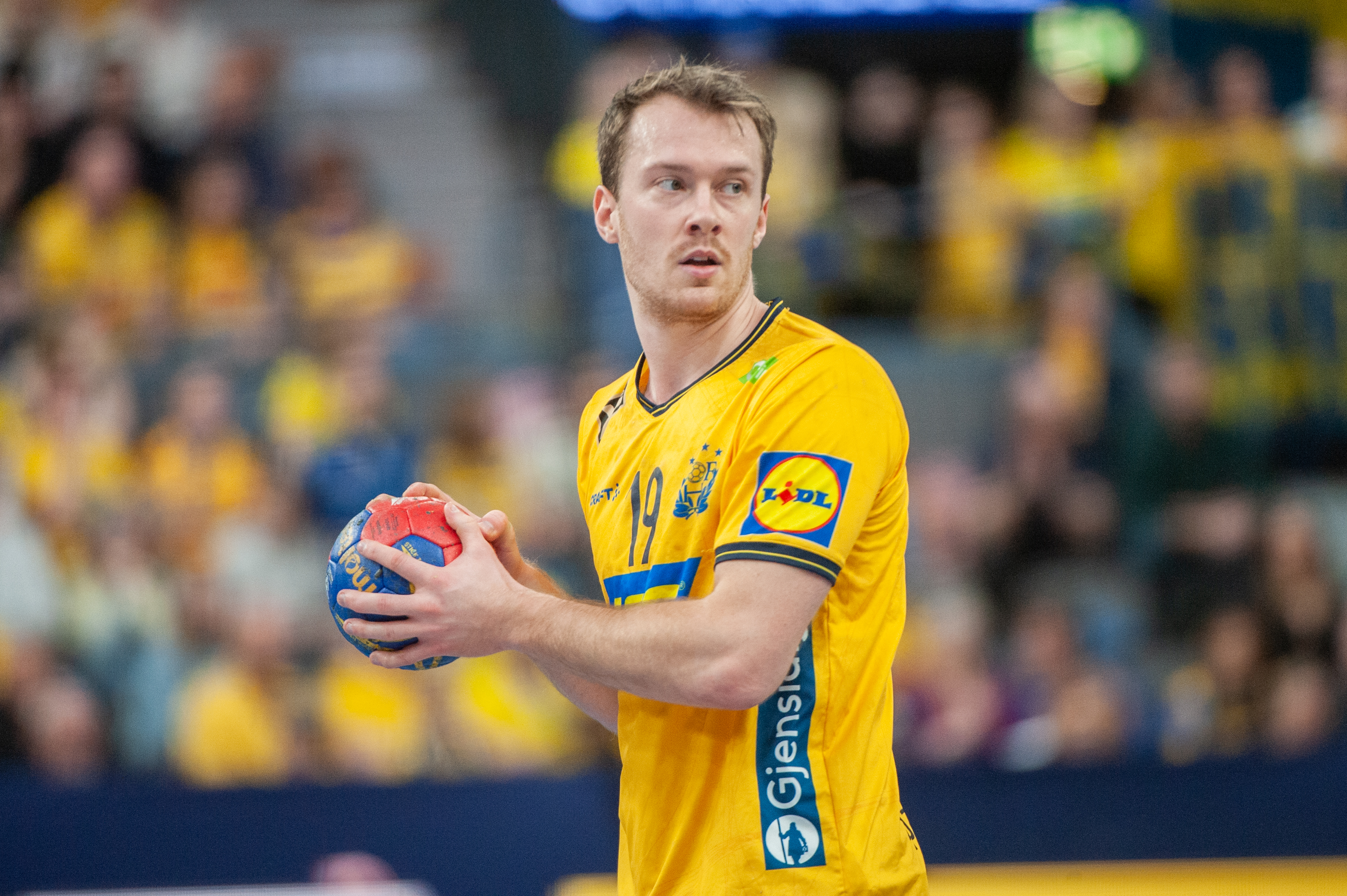
Felix Claar (* 1997)

- Claar, Hans (1861–1918), österreichischer Theaterschauspieler, -regisseur und -intendant
- Claar-Delia, Hermine (1844–1908), österreichische Theaterschauspielerin
- Claar-Eibenschütz, Toni (1866–1946), österreichische Theaterschauspielerin und Opernsängerin

### Claas
- Claas, August (1887–1982), deutscher Unternehmer
- Claas, Cristin (* 1977), deutsche Jazzsängerin
- Claas, Gerhard (1928–1988), deutschamerikanischer Baptistenpastor, Generalsekretär des Baptistischen Weltbundes
- Claas, Helmut (1926–2021), deutscher Unternehmer
- Claas, Herbert (* 1941), deutscher Soziologe und Marxismusforscher; Vizepräsident der Philipps-Universität Marburg
- Claas, Regina (* 1955), deutsche Sozialarbeiterin, baptistische Missionarin, Pastorin und Generalsekretärin
- Claas, Wilhelm (1885–1966), deutscher Heimatforscher
- Claasen, Daylon (* 1990), südafrikanischer Fußballspieler
- Claasen, Helke (* 1977), deutsche Beachvolleyballspielerin
- Claasen, Hermann (1899–1987), deutscher Fotograf
- Claasen, Kurt (* 1908), deutscher SS-Hauptsturmführer, beteiligt an der Aktion Reinhardt
- Claasen, Marc (* 1975), deutscher Sänger im Genre Cross-over und deutscher Schlager
- Claasen, Paul (* 1891), deutscher Kommunist und Widerstandskämpfer
- Claasen, Tim (* 1996), deutscher Handballspieler
- Claaß, Hermann (1841–1914), preußischer Apotheker und Zahntechniker
- Claaßen, Christian (* 1969), deutscher Fußballspieler
- Claassen, Eugen (1895–1955), deutscher Verleger und Verlagsgründer
- Claassen, Fay (* 1969), niederländische Jazz-Sängerin
- Claaßen, Frank (* 1967), deutscher Fußballspieler
- Claassen, Franz (* 1881), deutscher Konteradmiral
- Claassen, Günther (1888–1946), deutscher Polizeipräsident und SS-Führer
- Claassen, Henning J. (* 1944), deutscher Unternehmer
- Claaßen, Hermann (1856–1944), deutscher Chemiker und Zuckertechniker
- Claassen, Hildegard (1897–1988), deutsche Verlegerin
- Claaßen, Larissa (* 1995), deutsche Volleyball- und Beachvolleyballspielerin
- Claassen, Nina (* 1970), deutsche Regisseurin, Autorin und Schauspieltrainerin
- Claassen, Nina (* 1993), deutsche Fußballspielerin
- Claaßen, Reinhard (1886–1960), deutscher Architekt
- Claaßen, Siegfried (1884–1951), deutscher Seeoffizier, zuletzt Konteradmiral der Kriegsmarine
- Claassen, Theodor (1854–1913), preußischer Generalleutnant
- Claassen, Utz (* 1963), deutscher ManagerUtz Claassen (* 1963)

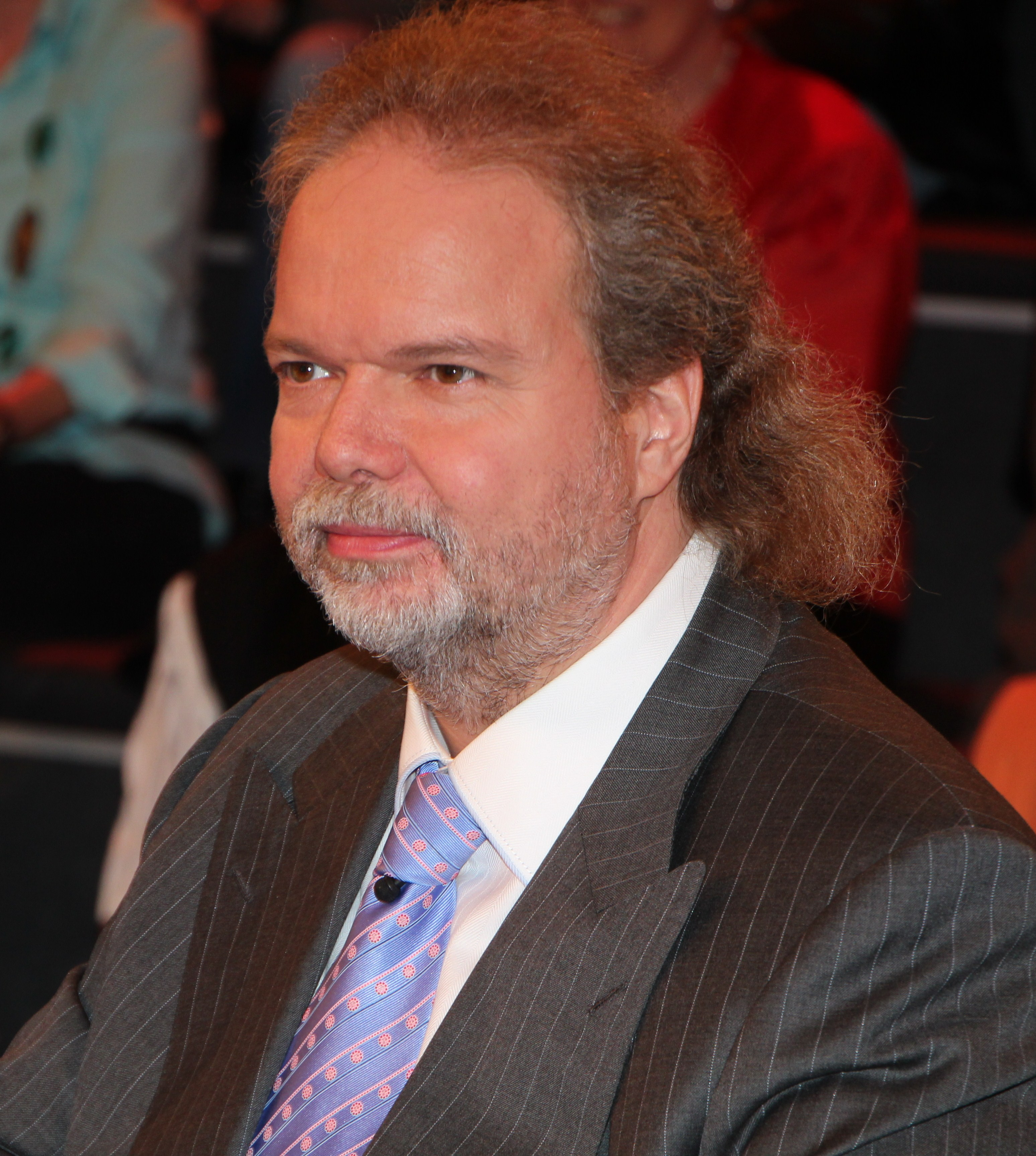
Utz Claassen (* 1963)